# Comté de Champaign (Illinois)
Pour l’article homonyme, voir Comté de Champaign (Ohio).
Le comté de Champaign est un comté de l'État américain de l'Illinois.  En recensement de 2010, sa population était de 201 081 habitants. Le siège du comté est à Urbana, à proximité de la ville de Champaign avec laquelle elle forme l'aire métropolitaine de Champaign-Urbana.  

## Géographie
Le comté a une superficie de (2 584 km2 dont 2 582 km2 de terre et 2 km2 d'eau.
Situé sur un grand et très plat plateau, le comté a peu de drainage naturel et comprenait donc beaucoup de zones humides avant que des canaux de drainage ne soient creusés, au début des années 1870. C'était un exemple de terre haute marécageuse où la malaria sévissait avant la fin du XIXe siècle.
La topographie du comté de Champaign a été créée par le glacier du Wisconsin environ 10 000 ans avant notre ère. Des lobes de glace de ce qui est maintenant le lac Michigan traversèrent le comté créant un profonde pile de sol glaciaire de plus de 100 mètres d'épaisseur, couronnée par de nombreuses moraines formant de petits bassins sans écoulement.
Le comté de Champaign est situé sur la ligne de partage des eaux entre l'Ohio et le Mississippi. Les rivières s'écoulent du comté vers l'est, l'ouest et le sud. La  Kaskaskia River prend sa source dans le nord-ouest de Champaign, drainant le côté ouest de la ville. Elle s'écoule vers le sud-ouest, confluant avec le Mississippi au sud de Saint-Louis.
L'Embarras River (le nom d'origine française date de la Nouvelle-France, la rivière étant souvent obstruée) draine elle la partie sud-central de l'aire urbaine de Champaign-Urbana, prenant sa source au sud-est de Champaign et s'écoulant au travers des champs expérimentaux de la partie Sud du campus de l'université de l'Illinois à Urbana-Champaign. L'Embarras est tributaire des systèmes de la Wabash River et de l'Ohio. Le Nord-Est de Champaign, la portion centrale du campus de l'université et le Nord d'Urbana sont drainés par la Boneyard Creek, qui s'écoule dans la Saline Ditch, un tributaire du Vermilion et de la Wabash River.

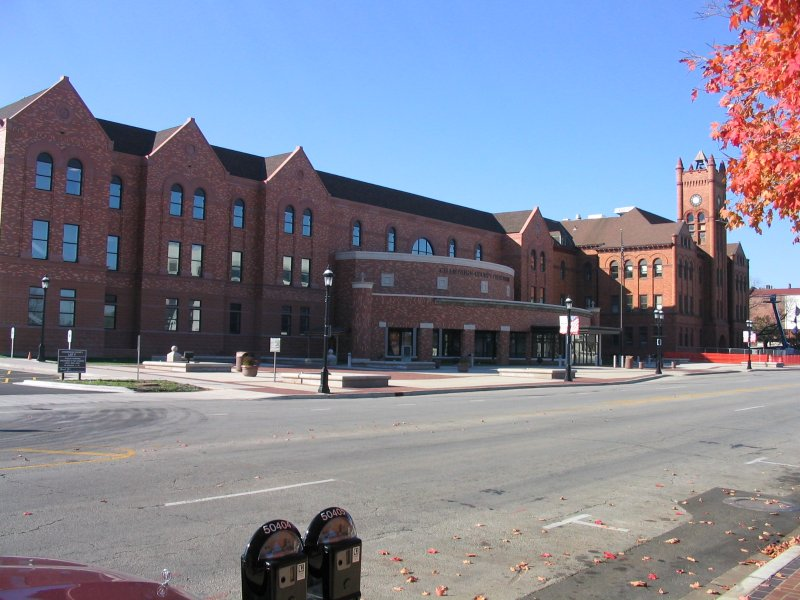
Tribunal du comté à Urbana

## Histoire
Le comté de Champaign fut organisé en 1833, étant auparavant une partie du comté de Vermilion.  Le comté et le siège du comté reprirent le nom du comté de Champaign dans l'Ohio et de la ville d'Urbana dans ce même comté, qui était la ville du législateur qui parraina la demande de création du comté. Le développement du comté de Champaign s'accéléra grandement avec l'arrivée de la voie ferrée de l'embranchement de Chicago de l'Illinois Central Railroad puis avec l'installation de l'université d'État. Le comté eut plus tard un aéroport, l'University of Illinois Willard Airpor et la création du Champaign-Urbana Mass Transit District. Le Nord du comté connut un recul économique et démographique avec la fermeture du Chanute Air Training Center dans les années 1990. 
Lors de l'élection présidentielle américaine de 2004, c'est l'un des quinze parmi les 102 comtés de l'Illinois où le candidat démocrate John Kerry obtint la majorité des votes (50,98 %).

Champs de maïs et de soja dominent les parties rurales du comté de Champaign.

## Subdivisions

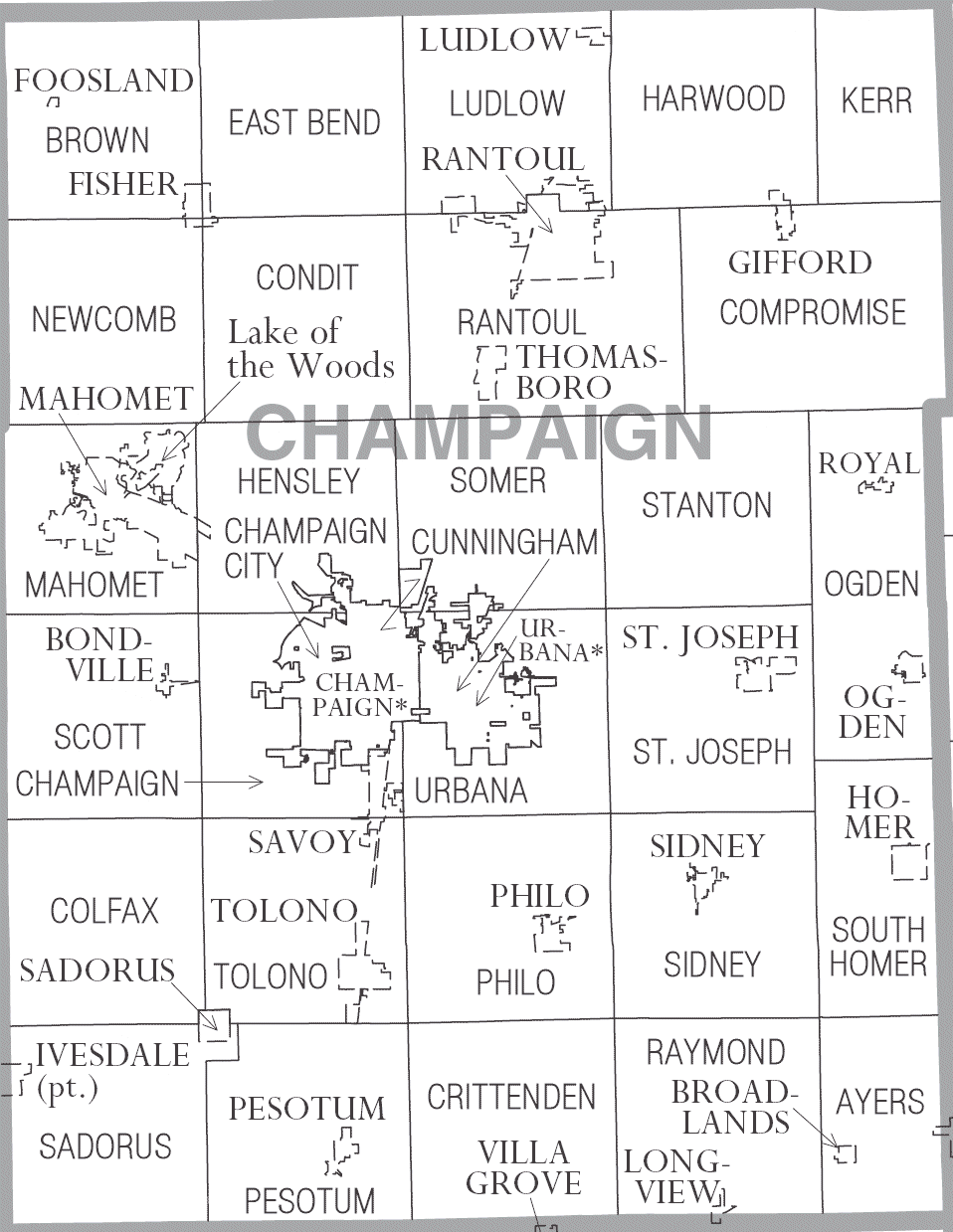
carte du comté de Champaign.

### Villes
- Champaign
- Urbana

### Villages
- Bondville
- Broadlands
- Fisher
- Foosland
- Gifford
- Homer
- Ivesdale
- Longview
- Ludlow
- Mahomet
- Ogden
- Pesotum
- Philo
- Rantoul
- Royal
- Sadorus
- Savoy
- Sidney
- St. Joseph
- Thomasboro
- Tolono

### Townships
- Ayers
- Brown
- Champaign
- Colfax
- Compromise
- Condit
- Crittenden
- Cunningham
- East Bend
- Harwood
- Hensley
- Kerr
- Ludlow
- Mahomet
- Newcomb
- Ogden
- Pesotum
- Philo
- Rantoul
- Raymond
- Sadorus
- Scott
- Sidney
- Somer
- South Homer
- St. Joseph
- Stanton
- Tolono
- Urbana

### Communautés non incorporées
- Lake of the Woods

## Démographie

Pyramide d'âge du comté de Champaign (en 2000).

Lors du recensement de 2010, le comté comptait une population de 201 081 habitants. Elle est estimée, en 2016, à 208 419 habitants.

## Source
- (en) Cet article est partiellement ou en totalité issu de l’article de Wikipédia en anglais intitulé « Champaign County, Illinois » (voir la liste des auteurs).